# 圣多美和普林西比总统
圣多美和普林西比民主共和国总统是圣多美和普林西比民主共和国的国家元首。此外，共和国总统还是国家武装部队总司令。

## 任期及职权
共和国总统经直接选举产生，任期为5年，可连选连任一届。共和国总统拥有行政权，并对国民议会负责。
共和国总统有权任免总理、解散议会和颁布法律、法令和命令等。
总统缺位、死亡、辞职或者失去能力，其职位由国民议会议长代理，直至选出新的共和国总统。

## 历任圣多美和普林西比民主共和国总统
| 序号 | 姓名                                                   | 在任时间                     | 所属政党                 | 称谓及备注                 |
| ---- | ------------------------------------------------------ | ---------------------------- | ------------------------ | -------------------------- |
| 1    | 曼努埃尔·平托·达科斯塔 （Manuel Pinto da Costa）       | 1975年7月12日 -1991年4月3日  | 圣多美和普林西比解放运动 | 总统                       |
| 2    | 米格尔·特罗瓦达 （Miguel Trovoada）                    | 1991年4月3日 -1995年8月15日  | 无党派                   | 总统，首位民选总统         |
| －   | 曼努埃尔·奎塔斯·阿莱梅达 （Manuel Quintas de Almeida） | 1995年8月15日 -1995年8月21日 | 军方                     | 救国军政府主席，政变上台   |
| (2)  | 米格尔·特罗瓦达 （Miguel Trovoada）                    | 1995年8月21日 -2001年9月3日  | 獨立民主行動             | 总统，恢复职权             |
| 3    | 弗拉迪克·德梅内塞斯 （Fradique de Menezes）            | 2001年9月3日 -2003年7月16日  | 民主运动变革力量         | 总统                       |
| －   | 费尔南多·佩雷拉 （Fernando Pereira）                   | 2003年7月16日 -2003年7月23日 | 军方                     | 救国军人政府主席，政变上台 |
| (3)  | 弗拉迪克·德梅内塞斯 （Fradique de Menezes）            | 2003年7月23日 -2011年9月3日  | 民主运动变革力量         | 总统，恢复职权             |
| (1)  | 曼努埃尔·平托·达科斯塔 （Manuel Pinto da Costa）       | 2011年9月3日 -2016年9月3日   | 无党派                   | 总统，第二次当选           |
| 4    | 埃瓦里斯托·卡瓦略 （Evaristo Carvalho）                | 2016年9月3日 -2021年10月2日  | 獨立民主行動             | 总统                       |
| 5    | 卡洛斯·維拉·諾瓦 （Carlos Vila Nova）                  | 2021年10月2日 -（在任）      | 獨立民主行動             | 总统                       |